# عائلة مورجان

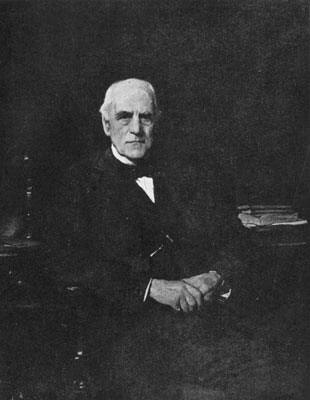
المصرفي جونيوس سبنسر مورجان مؤسس أسرة مورجان.

عائلة مورغان هي من أبرز السلالات التي لعبت أدورًا تاريخية في المجالات المالية والمصرفية في الولايات المتحدة وجميع أنحاء العالم في أواخر القرن التاسع عشر وأوائل القرن العشرين. جمعت أفراد الأسرة ثروة هائلة على مر الأجيال، في المقام الأول من خلال أعمال جون بيربونت مورجان وهو واحد من أكثر المهيمنين على المصارف في وقته (1837-1913). تعود أصول الأسرة إلى أصول إنجليزية وتنتمي إلى الكنيسة الأسقفية الأمريكية.
في 1892 رتب مورجان اندماج شركتي إديسون جنرال إلكتريك وطومسون هيوستن إلكتريك لتكون جنرال إلكتريك. بعد تمويل إنشاء شركة الصلب الفيدراليه دمج شركة كارنيجي للصلب وعدة شركات للصلب أخرى ليكون شركة الولايات المتحدة للصلب في 1901. ورث معظم ممتلكاته الفنية لمتحف المتروبوليتان للفنون في مدينة نيويورك ومتحف وادسورث أثينيوم في هارتفورد، كونيتيكت.
كان جون بيربونت مورجان مصرفي عهدت إليه مؤسسة روتشيلد البريطانية بتمثيل مصالحها في أمريكا عام 1899 وقد برهن مورغان على كفاءته لهذا المنصب. وقد أسس مورجان مؤسسة مالية كبرى مع شركائه وقد نجحت تلك المؤسسة في إيصال تيودور روزفلت إلى منصب الرئاسة من خلال الصرف ببذخ على حملة الانتخابات الروزفلتية.